# 策达雅乡
策达雅乡，又称策大雅，是中华人民共和国新疆维吾尔自治区巴音郭楞蒙古自治州轮台县下辖的一个乡行政区划。该乡以南为汉朝西域古国乌垒和西域都护府所在地。

## 行政区划
策达雅乡下辖以下地区：
多斯买提村、萨依巴克村、其格力克村、艾孜甘村和牧业村。